# Bola mala
Bola, bola mala o ball en inglés es como se denomina, en béisbol, a un lanzamiento que pasa fuera de la zona de strike y no es abanicada por el bateador. También será considerada bola mala la que pase por encima del hombro o por debajo de las rodillas del bateador. Otra posibilidad para ser considerada mala es que pase por fuera del ángulo de bateo.